# Заречный (Ставропольский край)
Заре́чный — посёлок в Новоалександровском районе (городском округе) Ставропольского края России.

## Географическое положение
Расстояние до краевого центра: 86 км. Расстояние до районного центра: 17 км.

## История
В соответствии с Указом Президиума Верховного Совета РСФСР от 21 сентября 1964 года посёлок Четвёртое отделение совхоза «Горьковский» переименован в посёлок Заречный.
Находился в составе муниципального образования «Сельское поселение Горьковский сельсовет» (упразднено 1 мая 2017 года).

## Население
| 1989 | 2002 | 2010 | 2014 | 2023 |
| ---- | ---- | ---- | ---- | ---- |
| 246  | ↗387 | ↘361 | ↗400 | ↘289 |

По данным переписи 2002 года, 79 % населения — русские.

## Инфраструктура
- Детский сад № 40 «Аленький цветочек»[9]